# Release (David Knopfler)
Release è un album del 1983 di David Knopfler.

## Artista
- David Knopfler - Voce, chitarra, sintetizzatore, pianoforte

## Musicisti
- Arran Ahmun - batteria, congas, percussioni
- Betsy Cook - pianoforte, sintetizzatore, cori
- Kevin Powell - chitarra basso
- Mike Paice - sassofono
- DMX - batteria

## Altri musicisti
- Marie Broady - cori
- Roger Dwnham - vibrafono
- John Illsley - chitarra basso (1)
- Germaine Johnson - cori
- Mark Knopfler - chitarra ritmica (3)
- Pino Palladino - chitarra basso (8)
- Danny Schogger - pianoforte (10)
- Bobby Valentino - violino (8)

## Tracce
1. Soul kissing – 4:41
2. Come to Me – 3:12
3. Madonna's Daughter – 4:20
4. The Girl and the Paper Boy – 3:01
5. Roman Times – 4:14
6. Sideshow – 4:41
7. Little Brother – 4:03
8. Hey Henry – 3:16
9. Night Train (Out of Nowhere) – 4:13
10. The Great Divide – 3:46